# Griptonite Games
Griptonite Games, es una empresa desarrolladora de videojuegos estadounidense ubicada en Kirkland, Washington. Es parte de la super-desarrolladora Foundation 9 Entertainment, y fue previamente un estudio de Amaze Entertainment. No ha desarrollado juegos desde 2011.

## Historia
Steve Ettinger abrió la división de Seattle de Realtime Associates en febrero de 1994. Después de cinco años y medio desarrollando videojuegos de consolas de sobremesa y portátiles, la división de Seattle fue adquirida por KnowWonder, Inc en noviembre de 1999. Varios miembros del personal de Realtime continuaron trabajando en títulos para portátiles, y se convirtieron en el núcleo de lo que sería llamado Griptonite Games, uno de los tres estudios internos, cuyos nombres fueron creados cuando el propio KnowWonder, Inc cambió su nombre por Amaze Entertainment (los nombres de los otros estudios iniciales fueron KnowWonder y Adrenium Games). El foco inicial de Griptonite fue en realizar juegos para Game Boy Color, Game Boy Advance y, finalmente, Nintendo DS. En 2005, la marca Griptonite fue retirada y todos los juegos producidos por el estudio se lanzaron bajo la marca de Amaze Entertainment. En 2007, Amaze Entertainment y cada uno de sus estudios internos fueron adquiridos por Foundation 9 Entertainment. En 2008, Foundation 9 relanzó la marca Griptonite para distinguir y reconocer el estudio en la familia de Foundation 9; aunque el nombre no se había utilizado en público desde 2005, el estudio estaba siendo ampliamente referenciado como Griptonite en toda la industria de los videojuegos. En julio de 2009 el estudio para 'consolas de sobremesa' de Amaze Entertainment se fusionó en Griptonite, dándole al estudio competencias en todas las plataformas en todos los géneros. J.C. Connors es el jefe del estudio actual, mientras que Steve Ettinger supervisa el estudio en su papel de vicepresidente de Foundation 9.

## Juegos
| Nombre                                                         | Plataforma(s)                                | Año de lanzamiento |
| -------------------------------------------------------------- | -------------------------------------------- | ------------------ |
| The Penguins of Madagascar: Dr. Blowhole Returns - Again!      | PlayStation 3 / Xbox 360 / Wii / Nintendo DS | 2011               |
| Captain America: Super Soldier                                 | Nintendo DS                                  | 2011               |
| Green Lantern: Rise of the Manhunters                          | Wii / Nintendo DS / Nintendo 3DS             | 2011               |
| The Penguins of Madagascar                                     | Nintendo DS                                  | 2010               |
| Marvel Super Hero Squad: The Infinity Gauntlet                 | Wii / PlayStation 3 / Xbox 360               | 2010               |
| Ben 10 Ultimate Alien: Cosmic Destruction                      | Nintendo DS                                  | 2010               |
| Spider-Man: Shattered Dimensions                               | Nintendo DS                                  | 2010               |
| Bejeweled Twist                                                | Nintendo DS                                  | 2010               |
| Assassin's Creed II: Discovery                                 | Nintendo DS / iOS                            | 2009               |
| Where the Wild Things Are                                      | PlayStation 3 / Xbox 360 / Wii               | 2009               |
| Assassin's Creed: Bloodlines                                   | PlayStation Portable                         | 2009               |
| X-Men Origins: Wolverine                                       | PlayStation Portable / Nintendo DS           | 2009               |
| Age of Empires: Mythologies                                    | Nintendo DS                                  | 2008               |
| Neopets Puzzle Adventure                                       | Nintendo DS                                  | 2008               |
| Ben Stein: It's Trivial                                        | iPhone                                       | 2008               |
| Spider-Man: Web of Shadows                                     | Nintendo DS                                  | 2008               |
| Mystery Case Files: MillionHeir                                | Nintendo DS                                  | 2008               |
| Chimps Ahoy!                                                   | iPhone                                       | 2008               |
| Disney Friends                                                 | Nintendo DS                                  | 2008               |
| The Simpsons Game                                              | Nintendo DS                                  | 2007               |
| The Legend of Spyro: The Eternal Night                         | Game Boy Advance                             | 2007               |
| Piratas del Caribe: en el fin del mundo                        | Nintendo DS                                  | 2007               |
| Bionicle Heroes                                                | Nintendo DS, Game Boy Advance                | 2006               |
| Eragon                                                         | Nintendo DS, Game Boy Advance                | 2006               |
| Lego Star Wars II: The Original Trilogy                        | Nintendo DS, Game Boy Advance                | 2006               |
| Ice Age 2: The Meltdown                                        | Game Boy Advance                             | 2006               |
| Pirates of the Caribbean: Dead Man's Chest                     | Nintendo DS, Game Boy Advance                | 2006               |
| The Chronicles of Narnia: The Lion, the Witch and the Wardrobe | Nintendo DS, Game Boy Advance                | 2005               |
| The Sims 2                                                     | Nintendo DS, Game Boy Advance                | 2005               |
| Lego Star Wars: The Video Game                                 | Game Boy Advance                             | 2005               |
| Robots                                                         | Nintendo DS, Game Boy Advance                | 2005               |
| The Urbz: Sims in the City                                     | Nintendo DS, Game Boy Advance                | 2004               |
| The Lord of the Rings: The Third Age                           | Game Boy Advance                             | 2004               |
| Digimon Racing                                                 | Game Boy Advance                             | 2004               |
| Crushed Baseball                                               | Game Boy Advance                             | 2004               |
| Harry Potter and the Prisoner of Azkaban                       | Game Boy Advance                             | 2004               |
| The Sims Bustin' Out                                           | Game Boy Advance                             | 2003               |
| James Bond 007: Everything or Nothing                          | Game Boy Advance                             | 2003               |
| The Lord of the Rings: The Return of the King                  | Game Boy Advance                             | 2003               |
| Daredevil                                                      | Game Boy Advance                             | 2003               |
| Harry Potter y la cámara secreta                               | Game Boy Color                               | 2002               |
| The Lord of the Rings: The Two Towers                          | Game Boy Advance                             | 2002               |
| Harry Potter y la piedra filosofal                             | Game Boy Color, Game Boy Advance             | 2001               |
| All-Star Baseball 2001                                         | Game Boy Color                               | 2000               |
| NHL Hockey                                                     | Sega Game Gear                               | 1995               |